# Пролісок (ансамбль, Кропивницький)
Народний хореографічний ансамбль «Пролісок» — хореографічний колектив народного танцю Кіровоградського обласного загальноосвітнього навчально-виховного комплексу гуманітарно-естетичного профілю з м. Кропивницький

## Історія
Ансамбль створено у лютому 1970 року, а вже 9 травня того року вібувся перший виступ колективу.
За історію було поставлено більше 100 хореографічних номерів та ряд концертних програм ("Квіти України", "Вівчарські ігрища", "Ярмарок в Сорочинцях", "Земля Кіровоградська", "Вечорниці на хуторі "Надія", "Болеро" на музику М.Равеля, "Україна молода" тощо).
Колектив їздив на гастролі до Польщі, Чехії, Італії, Австрії, Іспанії, Бразилії та ще до багатьох країн світу.
Наразі в ньому виступає понад 120 учнів гімназії.
Із часу заснування колектив очолює народний артист України, професор А. Є. Коротков.

## Нагороди
- Гран-прі Міжнародного фестивалю «Слов'янський базар» (Білорусь, 1997 рік);
- Гран-прі «Срібний дельфін» Міжнародного фестивалю «Music World» (Італія, 2002 рік);
- лауреат І Всеукраїнського фестивалю народної хореографії імені Павла Вірського (2003 рік);
- лауреат Міжнародного музичного фестивалю дітей та молоді «Метаморфози замків» (Чехія, 2005 рік);
- лауреат Міжнародного фестивалю «County Wandering» (Угорщина, 2006 р.);
- лауреат Міжнародних музичних фестивалів Португалії та Іспанії (2007 р.);
- Гран-прі II Всеукраїнського фестивалю-конкурсу народної хореографії імені Павла Вірського (2007 р.);
- Гран-прі та диплом абсолютного переможця VIII Міжнародного фестивалю-конкурсу на Півдні Чехії — Італії «Чеська казка» (2010 рік);
- Гран-прі ІІ Всеукраїнського фестивалю-конкурсу народної хореографії імені Героя України Мирослава Вантуха (2011 рік);
- Почесний гість XVIII Національного фестивалю українського танцю (Бразилія, 2011 рік).